# Kármán József (író)
Kármán József (Losonc, 1769. március 14. – Losonc, 1795. június 3.) magyar író, ügyvéd.

## Családja
Kármán József református lelkész (1794-től püspök) és Szalay Klára fia. Kármán András igazgató-tanár unokája.

## Életpályája
1769. március 16-án keresztelték meg, Losoncon. Elemi- és középiskolai tanulmányait is ott végezte, 1785-től a pesti, 1788-tól pedig a Bécsi Egyetemen jogot hallgatott, mivel az ott végzetteknek több kilátásuk volt József császár idejében hivatalnyerésre. (A legújabb kutatások szerint azonban nem iratkozott be a bécsi egyetemre.) Bécsben tudósítóként vagy magánügynökként tarthatta fenn magát. Itt ismerkedett meg a nála 5-6 évvel idősebb, gróf Markovics Miklósnéval, egy kalandor katonatiszt nejével, akit egyébként sokan próbáltak azonosítani a Fanni hagyományai Fannijával. (A szerelmi viszony alatt egymásnak küldött német nyelvű leveleket Székely József fordította le magyarra, 1860-ban). Szerelmi viszonyuk 1789 nyarán végződött, amikor az asszony leköltözött férje bánsági birtokára.

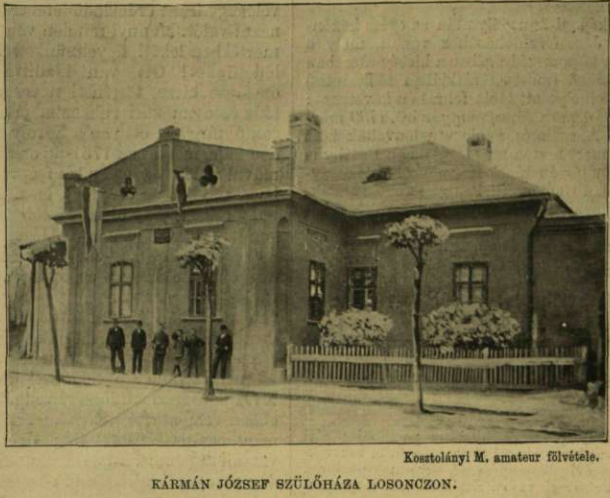
Szülőháza Losoncon (1896)

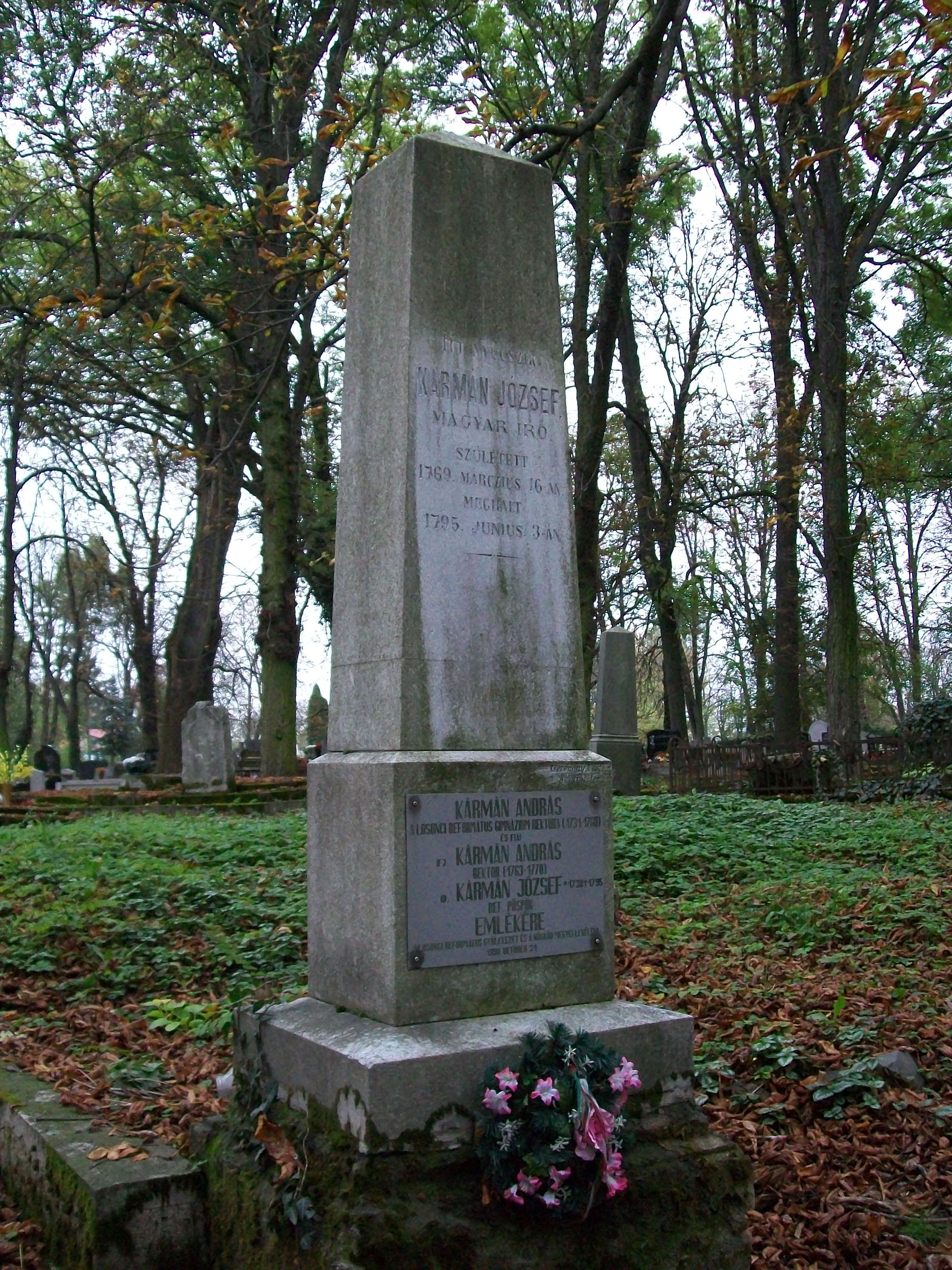
Kármán József sírja Losoncon

1789 júliusában és 1790-ben ügyvédi vizsgát tett Pozsonyban. 1791 végétől a pozsonyi országgyűlés után Pestre ment vissza, és ott ügyvédként dolgozott. Kora ifjúságától különös fogékonysággal bírt a társasélet örömei iránt és szép alakja, kitűnő modora, nyugati műveltsége és egész egyéniségének varázsa megnyitották előtte az előkelő pesti szalonok ajtait; igazi világfi volt és ez okból Pest Alcibiadesének nevezte el Toldy Ferenc. Kivált a protestáns főúri házakkal, a Ráday-, Beleznay-, Podmaniczky családokkal állt szoros összeköttetésben.
Kármánra az 1790–91. évi országgyűlés nagy befolyással volt, az onnan kiáramlott eszmék őt is magukkal sodorták. Az európai műveltség szükségének tudata és a nemzeti érzés fölébredt benne; elérkezettnek látta az időt, amelyben hazája javáért ő is tehet valamit; elég erőt, tehetséget érzett magában, hogy hazáját, ha mással nem, legalább tollával szolgálja. Már Bécsben elsajátította a francia, angol és olasz nyelvet; Markovics grófné Kármánhoz írt leveleiben gyakran használja az olaszt; így Kármán ezt is értette. Egész lélekkel merült az akkori eszmék forrongásába és egyik vezetője lett az ifjúságnak.
1792-től – Ráday Pál mellett – az első magyar budai színjátszótársaság igazgatója. Felvették a pesti Hét csillag nevezetű szabadkőműves páholyba. Fő műve, a Fanni hagyományai (1794) napló- és levélformában írt szentimentális regény rendkívül finom lélektani elemzésével tűnik ki.
Ő mondta ki először azt az eszmét, hogy Pestet irodalmi központtá kell tenni és e célból Schedius Lajossal, az egyetem esztétika tanárával, és Pajor Gáspár orvossal szövetkezve, 1794 elején megindította az Uránia című negyedéves folyóiratot. Anyagának nagyobb részét Kármán maga írta, fordította. Ezzel fő tevékenysége arra irányult, hogy a nők művelésére hasson, különösen az ő ízlésüket nemesítse és az irodalmat velük megkedveltesse. A folyóirat szépirodalmi és iránycikkeket közölt. A szerkesztőkön kívül még Csokonai írt hét költeményt névtelenül a folyóiratba. Kevés előfizetője volt; gróf Beleznay Miklósné és egy ismeretlen támogatták; három száma jelent meg, majd 1795 elején megszűnt. Ennek oka talán Kármán betegsége és az e miatti elkedvetlenedése is lehetett.
Nem vett részt a Martinovics-féle összeesküvésben. 1795. április 5-én – apja halálakor – visszatért szülővárosába. Toldy Ferenc Kármán kortársaira hivatkozva az író halálának időpontját mindkét szülője halála előttre datálja; és ugyanő állítja azt is, hogy nemi betegségben halt meg; bár mindkét állítása megkérdőjelezhető. Halálának időpontja és oka tehát tisztázatlan; ami biztos: Losoncon hunyt el még 1796 előtt.
Híres műve: Kazinczy és a debreczeniek. A kincsásó című elbeszélése a magyar novellairodalom első fecskéi közé sorolható.

## Művei
- A nemzet tsinosodása
- Egy elveszett drámája Mária királynéról
- Bé-vezetés az Urániához (irodalmi-nyelvi program is egyben)
- Urania. Vácz, 1794. Három kötet.
- Kármán József irásai és Fanni hagyományai. Kiadta Toldy Ferenc, Pest, 1843 (Nemzeti könyvtár) Online
- Kármán és M. grófné levelei; kiad. Székely József; Hartleben, Pest, 1860
- Fanni hagyományai. Budapest, 1875 (Olcsó Könyvtár 7. sz. Gyulai Pál előszavával. Kiadta Zilahy Károly is a Hölgyek Lantjában (Pest, 1865) Németül: Rózsa Mórtól (Universal Bibliothek, 1378) Szerbül is megjelent (Ism. Egyet. Philol. Közlöny 1887, 327–334. 1.)
- Kármán József összes művei. Budapest, 1879–80 (Nemzeti Könyvtár IV., XIII. K. életrajzával Abafitól)
- Szalóky Mária: Gróf Markovich Miklósné és Kármán József levelezése 1789; Danubia, Bp., 1941 (Minerva)
- Kármán József válogatott művei; vál., bev. Némedi Lajos, sajtó alá rend. Némediné Dienes Éva; Szépirodalmi, Bp., 1955 (Magyar klasszikusok)
- Kármán József: A nemzet csinosodása; előszó, jegyz. Szigethy Gábor; Magvető, Bp., 1981 (Gondolkodó magyarok)